# Хилсдејл (Мичиген)
Хилсдејл (Мичиген) (енгл. Hillsdale) град је у америчкој савезној држави Мичиген. По попису становништва из 2010. у њему је живело 8.305 становника.

## Демографија
Према попису становништва из 2010. у граду је живело 8.305 становника, што је 72 (0,9%) становника више него 2000. године.
| Група             | 2000.         | 2010.         |
| Белци             | 7.869 (95,6%) | 7.807 (94,0%) |
| Афроамериканци    | 49 (0,6%)     | 59 (0,7%)     |
| Азијати           | 68 (0,8%)     | 59 (0,7%)     |
| Хиспаноамериканци | 126 (1,5%)    | 190 (2,3%)    |
| Укупно            | 8.233         | 8.305         |